# Waville
Waville és un municipi francès situat al departament de Meurthe i Mosel·la i a la regió del Gran Est. L'any 2007 tenia 438 habitants.

## Demografia

### Població
El 2007 la població de fet de Waville era de 438 persones. Hi havia 143 famílies, de les quals 16 eren unipersonals (8 homes vivint sols i 8 dones vivint soles), 37 parelles sense fills, 74 parelles amb fills i 16 famílies monoparentals amb fills.
La població ha evolucionat segons el següent gràfic:
Habitants censats

### Habitatges
El 2007 hi havia 176 habitatges, 154 eren l'habitatge principal de la família, 4 eren segones residències i 17 estaven desocupats. 171 eren cases i 5 eren apartaments. Dels 154 habitatges principals, 123 estaven ocupats pels seus propietaris, 28 estaven llogats i ocupats pels llogaters i 4 estaven cedits a títol gratuït; 4 tenien dues cambres, 21 en tenien tres, 46 en tenien quatre i 83 en tenien cinc o més. 126 habitatges disposaven pel capbaix d'una plaça de pàrquing. A 61 habitatges hi havia un automòbil i a 86 n'hi havia dos o més.

### Piràmide de població
La piràmide de població per edats i sexe el 2009 era:
| Homes | Edats   | Dones |
| ----- | ------- | ----- |
| 0     | 95 o +  | 0     |
| 0     | 90 a 94 | 0     |
| 0     | 85 a 89 | 0     |
| 0     | 80 a 84 | 4     |
| 8     | 75 a 79 | 4     |
| 4     | 70 a 74 | 12    |
| 12    | 65 a 69 | 8     |
| 4     | 60 a 64 | 0     |
| 16    | 55 a 59 | 8     |
| 16    | 50 a 54 | 20    |
| 12    | 45 a 49 | 20    |
| 4     | 40 a 44 | 20    |
| 20    | 35 a 39 | 4     |
| 12    | 30 a 34 | 16    |
| 8     | 25 a 29 | 24    |
| 28    | 20 a 24 | 12    |
| 12    | 15 a 19 | 20    |
| 16    | 10 a 14 | 8     |
| 24    | 5 a 9   | 4     |
| 12    | 0 a 4   | 8     |

## Economia
El 2007 la població en edat de treballar era de 290 persones, 223 eren actives i 67 eren inactives. De les 223 persones actives 208 estaven ocupades (124 homes i 84 dones) i 14 estaven aturades (5 homes i 9 dones). De les 67 persones inactives 18 estaven jubilades, 12 estaven estudiant i 37 estaven classificades com a «altres inactius».

### Ingressos
El 2009 a Waville hi havia 169 unitats fiscals que integraven 450,5 persones, la mediana anual d'ingressos fiscals per persona era de 17.515 €.

### Activitats econòmiques
Dels 5 establiments que hi havia el 2007, 1 era d'una empresa de construcció, 1 d'una empresa de comerç i reparació d'automòbils, 1 d'una empresa d'hostatgeria i restauració, 1 d'una empresa de serveis i 1 d'una empresa classificada com a «altres activitats de serveis».
Dels 2 establiments de servei als particulars que hi havia el 2009, 1 era un paleta i 1 restaurant.
L'any 2000 a Waville hi havia 5 explotacions agrícoles.

## Equipaments sanitaris i escolars
El 2009 hi havia una escola elemental integrada dins d'un grup escolar amb les comunes properes formant una escola dispersa.

## Poblacions més properes
El següent diagrama mostra les poblacions més properes.